# 约瑟夫·瑟尔布
约瑟夫·瑟尔布（羅馬尼亞語：Iosif Sîrbu，1925年9月25日—1964年9月6日），罗马尼亚男子射击运动员。他曾代表罗马尼亚参加1952年、1956年和1960年夏季奥林匹克运动会射击比赛，其中1952年奥运会获得一枚金牌。